# Al-Asakra
Al-Asakra (àrab: العساكرة, al-ʿAsākra) és una vila en la governació de Betlem, al centre de Cisjordània, situada 4,5 kilòmetres al sud-oest de Betlem. Segons l'Oficina Central d'Estadístiques de Palestina (PCBS), tenia 1.001 habitants en 2006. Forma part del municipi de Jannatah.
Al-Asakra té una àrea de terra de 2.116 dúnams i forma part del grup de poblacions àrabs al-Ta'amira, situat entre els pobles de Tuqu' i Za'atara. que cobreix una àrea de 217,236 dúnams (21 km²). L'agricultura és la principal activitat econòmica de la regió, que es troba a les divisions administratives dels Acords d'Oslo i cau sota el control de l'administració civil d'Israel.